# Coelichneumon vitalis
Coelichneumon vitalis là một loài tò vò trong họ Ichneumonidae.